# 1.ª Flota Móvil
La 1.ª Flota Móvil (第一機動艦隊 Dai-ichi Kidō Kantai?) fue una flota de la Armada Imperial Japonesa que sirvió en la Segunda Guerra Mundial.

## Historial
| Fecha                   | Flota mayor     | Flota menor | Unidades |
| ----------------------- | --------------- | ----------- | --- |
| 1 de marzo de 1944      | Flota Combinada | 2.ª Flota   | - 4.ª División de Cruceros - 5.ª División de Cruceros - 2.º Escuadrón de Destructores |
| 1 de marzo de 1944      | Flota Combinada | 3.ª Flota   | - 1.ª División de Portaaviones - 2.ª División de Portaaviones - 3.ª División de Acorazados - 7.ª División de Cruceros - 10.º Escuadrón de Destructores - Chitose - Mogami - Ōyodo - 601.º Grupo Aéreo Naval |
| 1 de abril de 1944      | Flota Combinada | 2.ª Flota   | - 4.ª División de Cruceros - 5.ª División de Cruceros - 7.ª División de Cruceros - 2.º Escuadrón de Destructores |
| 1 de abril de 1944      | Flota Combinada | 3.ª Flota   | - 1.ª División de Portaaviones - 2.ª División de Portaaviones - 3.ª División de Portaaviones - 3.ª División de Acorazados - 10.º Escuadrón de Destructores - Mogami - 601.º Grupo Aéreo Naval |
| 1 de mayo de 1944       | Flota Combinada | 2.ª Flota   | - 4.ª División de Cruceros - 5.ª División de Cruceros - 7.ª División de Cruceros - 2.º Escuadrón de Destructores |
| 1 de mayo de 1944       | Flota Combinada | 3.ª Flota   | - 1.ª División de Portaaviones - 2.ª División de Portaaviones - 3.ª División de Portaaviones - 4.ª División de Portaaviones - 3.ª División de Acorazados - 10.º Escuadrón de Destructores - Mogami - 601.º Grupo Aéreo Naval |
| 10 de julio de 1944     | Flota Combinada | 2.ª Flota   | - 1.ª División de Acorazados - 4.ª División de Cruceros - 5.ª División de Cruceros - 7.ª División de Cruceros - 2.º Escuadrón de Destructores |
| 10 de julio de 1944     | Flota Combinada | 3.ª Flota   | - 1.ª División de Portaaviones - 3.ª División de Portaaviones - 4.ª División de Portaaviones - 3.ª División de Acorazados - 10.º Escuadrón de Destructores - Mogami - 601.º Grupo Aéreo Naval |
| 15 de agosto de 1944    | Flota Combinada | 2.ª Flota   | - 1.ª División de Acorazados - 3.ª División de Acorazados - 4.ª División de Cruceros - 5.ª División de Cruceros - 7.ª División de Cruceros - 2.º Escuadrón de Destructores |
| 15 de agosto de 1944    | Flota Combinada | 3.ª Flota   | - 1.ª División de Portaaviones - 3.ª División de Portaaviones - 4.ª División de Portaaviones - 10.º Escuadrón de Destructores - Mogami - 601.º Grupo Aéreo Naval |
| 15 de octubre de 1944   | Flota Combinada | 2.ª Flota   | - 1.ª División de Acorazados - 2.ª División de Acorazados - 3.ª División de Acorazados - 4.ª División de Cruceros - 5.ª División de Cruceros - 7.ª División de Cruceros - 2.º Escuadrón de Destructores |
| 15 de octubre de 1944   | Flota Combinada | 3.ª Flota   | - 1.ª División de Portaaviones - 3.ª División de Portaaviones - 4.ª División de Portaaviones - 10.º Escuadrón de Destructores - Mogami - 601.º Grupo Aéreo Naval |
| 15 de octubre de 1944   | Flota Combinada | 6.ª Flota   | - 7.º Escuadrón de Submarinos - 8.º Escuadrón de Submarinos - 11.º Escuadrón de Submarinos - 15.ª Flotilla de Submarinos - 34.ª Flotilla de Submarinos - I-12 - 22.ª División de Cruceros - 11.º Escuadrón de Cruceros - 31.er Escuadrón de Cruceros - Hōshō - Akitsushima - Tsukushi Maru - 30.ª Unidad de Base de Submarinos - 31.ª Unidad de Base de Submarinos |
| 15 de noviembre de 1944 | Disuelta.       | Disuelta.   | Disuelta. |

## Comandantes de la flota
Comandante en Jefe
| N.º | Nombre         | Imagen | Rango         | Fecha              | Fecha                   |
| N.º | Nombre         | Imagen | Rango         | Comienzo           | Final                   |
| --- | -------------- | ------ | ------------- | ------------------ | ----------------------- |
| 1   | Jisaburō Ozawa |        | Vicealmirante | 1 de marzo de 1944 | 15 de noviembre de 1944 |

Jefe de Estado Mayor
| N.º | Nombre        | Imagen | Rango           | Fecha                | Fecha                   |
| N.º | Nombre        | Imagen | Rango           | Comienzo             | Final                   |
| --- | ------------- | ------ | --------------- | -------------------- | ----------------------- |
| 1   | Keizō Komura  |        | Contraalmirante | 1 de marzo de 1944   | 1 de octubre de 1944    |
| 2   | Sueo Ōbayashi |        | Contraalmirante | 1 de octubre de 1944 | 15 de noviembre de 1944 |